# Bendaoud
Bendaoud è un comune dell'Algeria, situato nella provincia di Relizane.